# ويليام هنري ألين (مربي)
ويليام هنري ألين (بالإنجليزية: William Henry Allen)‏ هو مربي أمريكي، ولد في 27 مارس 1808 في Readfield, Maine ‏ في الولايات المتحدة، وتوفي في 29 أغسطس 1882 في فيلادلفيا في الولايات المتحدة.